# فولویو لوچیزانو
فولویو لوچیزانو (ایتالیایی: Fulvio Lucisano؛ زادهٔ ۱ اوت ۱۹۲۸) تهیه‌کننده فیلم اهل ایتالیا است.
از فیلم‌هایی که وی در آن‌ها نقش داشته‌است، می‌توان به کشور زیبا، سه ببر در برابر سه ببر، دکتر گلدفوت و دختران آتشپاره، راهزن، فانتوتسی ۲۰۰۰ – شبیه‌سازی، چه بر سر سولانژ آوردی؟، در زیر پلکان باستانی، پاینده‌باد ایتالیا و بهیار اشاره نمود.